# Cezar Preda
Cezar Florin Preda (n. 27 aprilie 1959, București, România) este un politician român, vicepreședinte al Partidului Democrat, apoi al Partidului Democrat Liberal și, din 2014, al PNL (după fuziunea PDL cu PNL), deputat de Buzău în Parlamentul României între 2004 și 2016, ales apoi în 2016 ca deputat de Dâmbovița. Cezar Preda a devenit membru PNL din februarie 2015. 
În cadrul activității sale parlamentare, Cezar Preda a fost membru în următoarele grupuri parlamentare de prietenie:
- în legislatura 2004-2008: Regatul Thailanda, Marele Ducat de Luxemburg, Republica Franceză-Adunarea Națională, Republica Algeriană Democratică și Populară;
- în legislatura 2008-2012: Regatul Maroc, Republica Franceză-Adunarea Națională, Republica Turcia;
- în legislatura 2012-2016: Republica Franceză-Adunarea Națională;
- în legislatura 2016-2020: Republica Armenia, Republica Malta, Republica Turcia.